# Leimbach (Francja)
Leimbach – miejscowość i gmina we Francji, w regionie Grand Est, w departamencie Górny Ren.
Według danych na rok 1990 gminę zamieszkiwały 734 osoby, 206 os./km².